# Vuelta a Bélgica 2018
La 88.ª edición de la Vuelta a Bélgica (llamado oficialmente: Baloise Belgium Tour), fue una carrera de ciclismo en ruta por etapas que se celebr{o en Bélgica entre el 23 y el 27 de mayo de 2018 sobre un recorrido de 660,8 kilómetros dividido en 5 etapas, con inicio en la ciudad de Buggenhout y final en el municipio de Tongeren.
La prueba hizo parte del UCI Europe Tour 2018 dentro de la categoría 2.HC (máxima categoría de estos circuitos).
La carrera fue ganada por el corredor belga Jens Keukeleire del equipo Lotto Soudal, en segundo lugar Jelle Vanendert (Lotto Soudal) y en tercer lugar Dion Smith (Wanty-Groupe Gobert).

## Equipos participantes
Tomaron parte en la carrera 20 equipos: 3 de categoría UCI WorldTeam invitados por la organización; 11 de categoría Profesional Continental; 5 de categoría Continental y la selección nacional de Bélgica. Formando así un pelotón de 140 ciclistas de los que acabaron 129. Los equipos participantes fueron:
| WorldTeams (3)- Katusha-Alpecin - Lotto Soudal - Astana Equipos continentales profesionales (11)- WB-Aqua Protect-Veranclassic - Cofidis, Solutions Crédits - Wanty-Groupe Gobert - Sport Vlaanderen-Baloise - Vérandas Willems-Crelan - Burgos-BH - Roompot-Nederlandse Loterij - Fortuneo-Samsic - Vital Concept - Aqua Blue Sport - Bardiani CSF Equipos continentales (5)- Cibel-Cebon - Tarteletto-Isorex - Telenet-Fidea Lions - Sovac-Natura4Ever - Pauwels sauzen-Vastgoedservice Continental Team Equipo nacional- Bélgica |
| |

## Recorrido
El Vuelta a Bélgica dispuso de cinco etapas para un recorrido total de 660,8 kilómetros, dividido en una etapa de media montaña, tres etapas llanas y una contrarreloj individual.
| Etapa     | Fecha     | Recorrido                | type                    | Distancia (km) | Ganador            | Líder              |
| --------- | --------- | ------------------------ | ----------------------- | -------------- | ------------------ | ------------------ |
| 1.ª etapa | 23 de may | Buggenhout – Buggenhout  | etapa llana             | 179            | André Greipel      | André Greipel      |
| 2.ª etapa | 24 de may | Lochristi – Knokke-Heist | etapa llana             | 162,1          | André Greipel      | André Greipel      |
| 3.ª etapa | 25 de may | Bornem – Bornem          | contrarreloj individual | 10,6           | Christophe Laporte | Christophe Laporte |
| 4.ª etapa | 26 de may | Wanze – Wanze            | etapa escarpada         | 151,4          | Jelle Vanendert    | Jens Keukeleire    |
| 5.ª etapa | 27 de may | Landen – Tongeren        | etapa llana             | 157,7          | Bryan Coquard      | Jens Keukeleire    |

## Desarrollo de la carrera

### 1.ª etapa
| Buggenhout - Buggenhout | etapa llana | (179 km) |

| \| Clasificación de la etapa \| Clasificación de la etapa \| Clasificación de la etapa \| Clasificación de la etapa \| Clasificación de la etapa \| \| Ciclista \| Ciclista \| Equipo \| Tiempo \| \| \| ------------------------- \| ------------------------- \| --------------------------- \| ------------------------- \| ------------------------- \| \| 1.º \| André Greipel \| Lotto-Soudal \| 3 h 54 min 29 s \| \| \| 2.º \| Riccardo Minali \| Astana \| + 0 s \| \| \| 3.º \| Tim Merlier \| Verandas Willems-Crelan \| + 0 s \| \| \| 4.º \| Timothy Dupont \| Wanty-Groupe Gobert \| + 0 s \| \| \| 5.º \| Bryan Coquard \| Vital Concept \| + 0 s \| \| \| 6.º \| Christophe Laporte \| Cofidis, Solutions Crédits \| + 0 s \| \| \| 7.º \| Wouter Wippert \| Roompot-Nederlandse Loterij \| + 0 s \| \| \| 8.º \| Jenthe Biermans \| Katusha-Alpecin \| + 0 s \| \| \| 9.º \| Jelle Mannaerts \| Tarteletto-Isorex \| + 0 s \| \| \| 10.º \| Bram Welten \| Fortuneo-Samsic \| + 0 s \| \| |                    |                             |                 |
| |                    |                             |                 |
| |                    |                             |                 |
| Clasificación de la etapa |                    |                             |                 |
| Ciclista | Ciclista           | Equipo                      | Tiempo          |
| 1.º | André Greipel      | Lotto-Soudal                | 3 h 54 min 29 s |
| 2.º | Riccardo Minali    | Astana                      | + 0 s           |
| 3.º | Tim Merlier        | Verandas Willems-Crelan     | + 0 s           |
| 4.º | Timothy Dupont     | Wanty-Groupe Gobert         | + 0 s           |
| 5.º | Bryan Coquard      | Vital Concept               | + 0 s           |
| 6.º | Christophe Laporte | Cofidis, Solutions Crédits  | + 0 s           |
| 7.º | Wouter Wippert     | Roompot-Nederlandse Loterij | + 0 s           |
| 8.º | Jenthe Biermans    | Katusha-Alpecin             | + 0 s           |
| 9.º | Jelle Mannaerts    | Tarteletto-Isorex           | + 0 s           |
| 10.º | Bram Welten        | Fortuneo-Samsic             | + 0 s           |

| \| Clasificación general \| Clasificación general \| Clasificación general \| Clasificación general \| Clasificación general \| \| Ciclista \| Ciclista \| Equipo \| Tiempo \| \| \| --------------------- \| --------------------- \| ------------------------------ \| --------------------- \| --------------------- \| \| 1.º \| André Greipel \| Lotto-Soudal \| 3 h 54 min 29 s \| \| \| 2.º \| Riccardo Minali \| Astana \| + 4 s \| \| \| 3.º \| Michael Boroš \| Pauwels Sauzen-Vastgoedservice \| + 5 s \| \| \| 4.º \| Aimé De Gendt \| Sport Vlaanderen-Baloise \| + 5 s \| \| \| 5.º \| Tim Merlier \| Verandas Willems-Crelan \| + 5 s \| \| \| 6.º \| Conor Dunne \| Aqua Blue Sport \| + 6 s \| \| \| 7.º \| Kenny Molly \| AGO-Aqua Service \| + 8 s \| \| \| 8.º \| Dieter Bouvry \| Pauwels Sauzen-Vastgoedservice \| + 8 s \| \| \| 9.º \| Timothy Dupont \| Wanty-Groupe Gobert \| + 10 s \| \| \| 10.º \| Bryan Coquard \| Vital Concept \| + 10 s \| \| |                 |                                |                 |
| |                 |                                |                 |
| |                 |                                |                 |
| Clasificación general |                 |                                |                 |
| Ciclista | Ciclista        | Equipo                         | Tiempo          |
| 1.º | André Greipel   | Lotto-Soudal                   | 3 h 54 min 29 s |
| 2.º | Riccardo Minali | Astana                         | + 4 s           |
| 3.º | Michael Boroš   | Pauwels Sauzen-Vastgoedservice | + 5 s           |
| 4.º | Aimé De Gendt   | Sport Vlaanderen-Baloise       | + 5 s           |
| 5.º | Tim Merlier     | Verandas Willems-Crelan        | + 5 s           |
| 6.º | Conor Dunne     | Aqua Blue Sport                | + 6 s           |
| 7.º | Kenny Molly     | AGO-Aqua Service               | + 8 s           |
| 8.º | Dieter Bouvry   | Pauwels Sauzen-Vastgoedservice | + 8 s           |
| 9.º | Timothy Dupont  | Wanty-Groupe Gobert            | + 10 s          |
| 10.º | Bryan Coquard   | Vital Concept                  | + 10 s          |

### 2.ª etapa
| Lochristi - Knokke-Heist | etapa llana | (162,1 km) |

| \| Clasificación de la etapa \| Clasificación de la etapa \| Clasificación de la etapa \| Clasificación de la etapa \| Clasificación de la etapa \| \| Ciclista \| Ciclista \| Equipo \| Tiempo \| \| \| ------------------------- \| ------------------------- \| --------------------------- \| ------------------------- \| ------------------------- \| \| 1.º \| André Greipel \| Lotto-Soudal \| 3 h 15 min 21 s \| \| \| 2.º \| Wouter Wippert \| Roompot-Nederlandse Loterij \| + 0 s \| \| \| 3.º \| Tim Merlier \| Verandas Willems-Crelan \| + 0 s \| \| \| 4.º \| Timothy Dupont \| Wanty-Groupe Gobert \| + 0 s \| \| \| 5.º \| Bryan Coquard \| Vital Concept \| + 0 s \| \| \| 6.º \| Roy Jans \| Cibel-Cebon \| + 0 s \| \| \| 7.º \| Christophe Noppe \| Sport Vlaanderen-Baloise \| + 0 s \| \| \| 8.º \| Bram Welten \| Fortuneo-Samsic \| + 0 s \| \| \| 9.º \| Sean De Bie \| Verandas Willems-Crelan \| + 0 s \| \| \| 10.º \| Riccardo Minali \| Astana \| + 0 s \| \| |                  |                             |                 |
| |                  |                             |                 |
| |                  |                             |                 |
| Clasificación de la etapa |                  |                             |                 |
| Ciclista | Ciclista         | Equipo                      | Tiempo          |
| 1.º | André Greipel    | Lotto-Soudal                | 3 h 15 min 21 s |
| 2.º | Wouter Wippert   | Roompot-Nederlandse Loterij | + 0 s           |
| 3.º | Tim Merlier      | Verandas Willems-Crelan     | + 0 s           |
| 4.º | Timothy Dupont   | Wanty-Groupe Gobert         | + 0 s           |
| 5.º | Bryan Coquard    | Vital Concept               | + 0 s           |
| 6.º | Roy Jans         | Cibel-Cebon                 | + 0 s           |
| 7.º | Christophe Noppe | Sport Vlaanderen-Baloise    | + 0 s           |
| 8.º | Bram Welten      | Fortuneo-Samsic             | + 0 s           |
| 9.º | Sean De Bie      | Verandas Willems-Crelan     | + 0 s           |
| 10.º | Riccardo Minali  | Astana                      | + 0 s           |

| \| Clasificación general \| Clasificación general \| Clasificación general \| Clasificación general \| Clasificación general \| \| Ciclista \| Ciclista \| Equipo \| Tiempo \| \| \| --------------------- \| --------------------- \| ------------------------------ \| --------------------- \| --------------------- \| \| 1.º \| André Greipel \| Lotto-Soudal \| 7 h 09 min 30 s \| \| \| 2.º \| Lasse Norman Leth \| Aqua Blue Sport \| + 11 s \| \| \| 3.º \| Tim Merlier \| Verandas Willems-Crelan \| + 12 s \| \| \| 4.º \| Wouter Wippert \| Roompot-Nederlandse Loterij \| + 14 s \| \| \| 5.º \| Riccardo Minali \| Astana \| + 14 s \| \| \| 6.º \| Michael Boroš \| Pauwels Sauzen-Vastgoedservice \| + 15 s \| \| \| 7.º \| Aimé De Gendt \| Sport Vlaanderen-Baloise \| + 15 s \| \| \| 8.º \| Sean De Bie \| Verandas Willems-Crelan \| + 16 s \| \| \| 9.º \| Antoine Warnier \| WB-Aqua Protect-Veranclassic \| + 16 s \| \| \| 10.º \| Conor Dunne \| Aqua Blue Sport \| + 16 s \| \| |                   |                                |                 |
| |                   |                                |                 |
| |                   |                                |                 |
| Clasificación general |                   |                                |                 |
| Ciclista | Ciclista          | Equipo                         | Tiempo          |
| 1.º | André Greipel     | Lotto-Soudal                   | 7 h 09 min 30 s |
| 2.º | Lasse Norman Leth | Aqua Blue Sport                | + 11 s          |
| 3.º | Tim Merlier       | Verandas Willems-Crelan        | + 12 s          |
| 4.º | Wouter Wippert    | Roompot-Nederlandse Loterij    | + 14 s          |
| 5.º | Riccardo Minali   | Astana                         | + 14 s          |
| 6.º | Michael Boroš     | Pauwels Sauzen-Vastgoedservice | + 15 s          |
| 7.º | Aimé De Gendt     | Sport Vlaanderen-Baloise       | + 15 s          |
| 8.º | Sean De Bie       | Verandas Willems-Crelan        | + 16 s          |
| 9.º | Antoine Warnier   | WB-Aqua Protect-Veranclassic   | + 16 s          |
| 10.º | Conor Dunne       | Aqua Blue Sport                | + 16 s          |

### 3.ª etapa
| Bornem - Bornem | contrarreloj individual | (10,6 km) |

| \| Clasificación de la etapa \| Clasificación de la etapa \| Clasificación de la etapa \| Clasificación de la etapa \| Clasificación de la etapa \| \| Ciclista \| Ciclista \| Equipo \| Tiempo \| \| \| ------------------------- \| ------------------------- \| --------------------------- \| ------------------------- \| ------------------------- \| \| 1.º \| Christophe Laporte \| Cofidis, Solutions Crédits \| 12 min 38 s \| \| \| 2.º \| Andri Hrivko \| Astana \| + 5 s \| \| \| 3.º \| Brian van Goethem \| Roompot-Nederlandse Loterij \| + 7 s \| \| \| 4.º \| Jens Keukeleire \| Lotto-Soudal \| + 10 s \| \| \| 5.º \| Mark Christian \| Aqua Blue Sport \| + 10 s \| \| \| 6.º \| Marco Mathis \| Katusha-Alpecin \| + 10 s \| \| \| 7.º \| Quinten Hermans \| Telenet-Fidea Lions \| + 15 s \| \| \| 8.º \| Sean De Bie \| Verandas Willems-Crelan \| + 16 s \| \| \| 9.º \| Peter Koning \| Aqua Blue Sport \| + 18 s \| \| \| 10.º \| Lasse Norman Leth \| Aqua Blue Sport \| + 18 s \| \| |                    |                             |             |
| |                    |                             |             |
| |                    |                             |             |
| Clasificación de la etapa |                    |                             |             |
| Ciclista | Ciclista           | Equipo                      | Tiempo      |
| 1.º | Christophe Laporte | Cofidis, Solutions Crédits  | 12 min 38 s |
| 2.º | Andri Hrivko       | Astana                      | + 5 s       |
| 3.º | Brian van Goethem  | Roompot-Nederlandse Loterij | + 7 s       |
| 4.º | Jens Keukeleire    | Lotto-Soudal                | + 10 s      |
| 5.º | Mark Christian     | Aqua Blue Sport             | + 10 s      |
| 6.º | Marco Mathis       | Katusha-Alpecin             | + 10 s      |
| 7.º | Quinten Hermans    | Telenet-Fidea Lions         | + 15 s      |
| 8.º | Sean De Bie        | Verandas Willems-Crelan     | + 16 s      |
| 9.º | Peter Koning       | Aqua Blue Sport             | + 18 s      |
| 10.º | Lasse Norman Leth  | Aqua Blue Sport             | + 18 s      |

| \| Clasificación general \| Clasificación general \| Clasificación general \| Clasificación general \| Clasificación general \| \| Ciclista \| Ciclista \| Equipo \| Tiempo \| \| \| --------------------- \| --------------------- \| --------------------------- \| --------------------- \| --------------------- \| \| 1.º \| Christophe Laporte \| Cofidis, Solutions Crédits \| 7 h 22 min 28 s \| \| \| 2.º \| André Greipel \| Lotto-Soudal \| + 4 s \| \| \| 3.º \| Andri Hrivko \| Astana \| + 5 s \| \| \| 4.º \| Brian van Goethem \| Roompot-Nederlandse Loterij \| + 7 s \| \| \| 5.º \| Jens Keukeleire \| Lotto-Soudal \| + 9 s \| \| \| 6.º \| Lasse Norman Leth \| Aqua Blue Sport \| + 9 s \| \| \| 7.º \| Mark Christian \| Aqua Blue Sport \| + 10 s \| \| \| 8.º \| Sean De Bie \| Verandas Willems-Crelan \| + 12 s \| \| \| 9.º \| Quinten Hermans \| Telenet-Fidea Lions \| + 15 s \| \| \| 10.º \| Peter Koning \| Aqua Blue Sport \| + 18 s \| \| |                    |                             |                 |
| |                    |                             |                 |
| |                    |                             |                 |
| Clasificación general |                    |                             |                 |
| Ciclista | Ciclista           | Equipo                      | Tiempo          |
| 1.º | Christophe Laporte | Cofidis, Solutions Crédits  | 7 h 22 min 28 s |
| 2.º | André Greipel      | Lotto-Soudal                | + 4 s           |
| 3.º | Andri Hrivko       | Astana                      | + 5 s           |
| 4.º | Brian van Goethem  | Roompot-Nederlandse Loterij | + 7 s           |
| 5.º | Jens Keukeleire    | Lotto-Soudal                | + 9 s           |
| 6.º | Lasse Norman Leth  | Aqua Blue Sport             | + 9 s           |
| 7.º | Mark Christian     | Aqua Blue Sport             | + 10 s          |
| 8.º | Sean De Bie        | Verandas Willems-Crelan     | + 12 s          |
| 9.º | Quinten Hermans    | Telenet-Fidea Lions         | + 15 s          |
| 10.º | Peter Koning       | Aqua Blue Sport             | + 18 s          |

### 4.ª etapa
| Wanze - Wanze | etapa escarpada | (151,4 km) |

| \| Clasificación de la etapa \| Clasificación de la etapa \| Clasificación de la etapa \| Clasificación de la etapa \| Clasificación de la etapa \| \| Ciclista \| Ciclista \| Equipo \| Tiempo \| \| \| ------------------------- \| ------------------------- \| --------------------------- \| ------------------------- \| ------------------------- \| \| 1.º \| Jelle Vanendert \| Lotto-Soudal \| 3 h 33 min 24 s \| \| \| 2.º \| Jens Keukeleire \| Lotto-Soudal \| + 16 s \| \| \| 3.º \| Dion Smith \| Wanty-Groupe Gobert \| + 16 s \| \| \| 4.º \| Anthony Turgis \| Cofidis, Solutions Crédits \| + 16 s \| \| \| 5.º \| Edward Dunbar \| Aqua Blue Sport \| + 20 s \| \| \| 6.º \| Andri Hrivko \| Astana \| + 1 min 09 s \| \| \| 7.º \| Gianni Marchand \| Cibel-Cebon \| + 1 min 09 s \| \| \| 8.º \| Jenthe Biermans \| Katusha-Alpecin \| + 1 min 53 s \| \| \| 9.º \| Martijn Budding \| Roompot-Nederlandse Loterij \| + 1 min 53 s \| \| \| 10.º \| Quinten Hermans \| Telenet-Fidea Lions \| + 1 min 53 s \| \| |                 |                             |                 |
| |                 |                             |                 |
| |                 |                             |                 |
| Clasificación de la etapa |                 |                             |                 |
| Ciclista | Ciclista        | Equipo                      | Tiempo          |
| 1.º | Jelle Vanendert | Lotto-Soudal                | 3 h 33 min 24 s |
| 2.º | Jens Keukeleire | Lotto-Soudal                | + 16 s          |
| 3.º | Dion Smith      | Wanty-Groupe Gobert         | + 16 s          |
| 4.º | Anthony Turgis  | Cofidis, Solutions Crédits  | + 16 s          |
| 5.º | Edward Dunbar   | Aqua Blue Sport             | + 20 s          |
| 6.º | Andri Hrivko    | Astana                      | + 1 min 09 s    |
| 7.º | Gianni Marchand | Cibel-Cebon                 | + 1 min 09 s    |
| 8.º | Jenthe Biermans | Katusha-Alpecin             | + 1 min 53 s    |
| 9.º | Martijn Budding | Roompot-Nederlandse Loterij | + 1 min 53 s    |
| 10.º | Quinten Hermans | Telenet-Fidea Lions         | + 1 min 53 s    |

| \| Clasificación general \| Clasificación general \| Clasificación general \| Clasificación general \| Clasificación general \| \| Ciclista \| Ciclista \| Equipo \| Tiempo \| \| \| --------------------- \| --------------------- \| -------------------------- \| --------------------- \| --------------------- \| \| 1.º \| Jens Keukeleire \| Lotto-Soudal \| 10 h 56 min 11 s \| \| \| 2.º \| Jelle Vanendert \| Lotto-Soudal \| + 15 s \| \| \| 3.º \| Anthony Turgis \| Cofidis, Solutions Crédits \| + 26 s \| \| \| 4.º \| Dion Smith \| Wanty-Groupe Gobert \| + 39 s \| \| \| 5.º \| Edward Dunbar \| Aqua Blue Sport \| + 45 s \| \| \| 6.º \| Andri Hrivko \| Astana \| + 55 s \| \| \| 7.º \| Gianni Marchand \| Cibel-Cebon \| + 1 min 16 s \| \| \| 8.º \| Quinten Hermans \| Telenet-Fidea Lions \| + 1 min 49 s \| \| \| 9.º \| Jenthe Biermans \| Katusha-Alpecin \| + 1 min 53 s \| \| \| 10.º \| Bryan Coquard \| Vital Concept \| + 1 min 58 s \| \| |                 |                            |                  |
| |                 |                            |                  |
| |                 |                            |                  |
| Clasificación general |                 |                            |                  |
| Ciclista | Ciclista        | Equipo                     | Tiempo           |
| 1.º | Jens Keukeleire | Lotto-Soudal               | 10 h 56 min 11 s |
| 2.º | Jelle Vanendert | Lotto-Soudal               | + 15 s           |
| 3.º | Anthony Turgis  | Cofidis, Solutions Crédits | + 26 s           |
| 4.º | Dion Smith      | Wanty-Groupe Gobert        | + 39 s           |
| 5.º | Edward Dunbar   | Aqua Blue Sport            | + 45 s           |
| 6.º | Andri Hrivko    | Astana                     | + 55 s           |
| 7.º | Gianni Marchand | Cibel-Cebon                | + 1 min 16 s     |
| 8.º | Quinten Hermans | Telenet-Fidea Lions        | + 1 min 49 s     |
| 9.º | Jenthe Biermans | Katusha-Alpecin            | + 1 min 53 s     |
| 10.º | Bryan Coquard   | Vital Concept              | + 1 min 58 s     |

### 5.ª etapa
| Landen - Tongeren | etapa llana | (157,7 km) |

| \| Clasificación de la etapa \| Clasificación de la etapa \| Clasificación de la etapa \| Clasificación de la etapa \| Clasificación de la etapa \| \| Ciclista \| Ciclista \| Equipo \| Tiempo \| \| \| ------------------------- \| ------------------------- \| ---------------------------- \| ------------------------- \| ------------------------- \| \| 1.º \| Bryan Coquard \| Vital Concept \| 3 h 47 min 26 s \| \| \| 2.º \| Christophe Laporte \| Cofidis, Solutions Crédits \| + 0 s \| \| \| 3.º \| Roy Jans \| Cibel-Cebon \| + 0 s \| \| \| 4.º \| Bram Welten \| Fortuneo-Samsic \| + 0 s \| \| \| 5.º \| Kenny Dehaes \| WB-Aqua Protect-Veranclassic \| + 0 s \| \| \| 6.º \| Christophe Noppe \| Sport Vlaanderen-Baloise \| + 0 s \| \| \| 7.º \| Timothy Dupont \| Wanty-Groupe Gobert \| + 0 s \| \| \| 8.º \| André Greipel \| Lotto-Soudal \| + 0 s \| \| \| 9.º \| Jelle Mannaerts \| Tarteletto-Isorex \| + 0 s \| \| \| 10.º \| Riccardo Minali \| Astana \| + 0 s \| \| |                    |                              |                 |
| |                    |                              |                 |
| |                    |                              |                 |
| Clasificación de la etapa |                    |                              |                 |
| Ciclista | Ciclista           | Equipo                       | Tiempo          |
| 1.º | Bryan Coquard      | Vital Concept                | 3 h 47 min 26 s |
| 2.º | Christophe Laporte | Cofidis, Solutions Crédits   | + 0 s           |
| 3.º | Roy Jans           | Cibel-Cebon                  | + 0 s           |
| 4.º | Bram Welten        | Fortuneo-Samsic              | + 0 s           |
| 5.º | Kenny Dehaes       | WB-Aqua Protect-Veranclassic | + 0 s           |
| 6.º | Christophe Noppe   | Sport Vlaanderen-Baloise     | + 0 s           |
| 7.º | Timothy Dupont     | Wanty-Groupe Gobert          | + 0 s           |
| 8.º | André Greipel      | Lotto-Soudal                 | + 0 s           |
| 9.º | Jelle Mannaerts    | Tarteletto-Isorex            | + 0 s           |
| 10.º | Riccardo Minali    | Astana                       | + 0 s           |

## Clasificaciones finales
- Las clasificaciones finalizaron de la siguiente forma:[5]

### Clasificación general
| \| Clasificación general \| Clasificación general \| Clasificación general \| Clasificación general \| Clasificación general \| \| Ciclista \| Ciclista \| Equipo \| Tiempo \| \| \| --------------------- \| --------------------- \| --------------------------- \| --------------------- \| --------------------- \| \| 1.º \| Jens Keukeleire \| Lotto-Soudal \| 14 h 43 min 37 s \| \| \| 2.º \| Jelle Vanendert \| Lotto-Soudal \| + 15 s \| \| \| 3.º \| Dion Smith \| Wanty-Groupe Gobert \| + 39 s \| \| \| 4.º \| Edward Dunbar \| Aqua Blue Sport \| + 45 s \| \| \| 5.º \| Andri Hrivko \| Astana \| + 55 s \| \| \| 6.º \| Gianni Marchand \| Cibel-Cebon \| + 1 min 16 s \| \| \| 7.º \| Bryan Coquard \| Vital Concept \| + 1 min 48 s \| \| \| 8.º \| Quinten Hermans \| Telenet-Fidea Lions \| + 1 min 49 s \| \| \| 9.º \| Jenthe Biermans \| Katusha-Alpecin \| + 1 min 53 s \| \| \| 10.º \| Martijn Budding \| Roompot-Nederlandse Loterij \| + 2 min 50 s \| \| |                 |                             |                  |
| |                 |                             |                  |
| Fuente: ProCyclingStats |                 |                             |                  |
| Clasificación general |                 |                             |                  |
| Ciclista | Ciclista        | Equipo                      | Tiempo           |
| 1.º | Jens Keukeleire | Lotto-Soudal                | 14 h 43 min 37 s |
| 2.º | Jelle Vanendert | Lotto-Soudal                | + 15 s           |
| 3.º | Dion Smith      | Wanty-Groupe Gobert         | + 39 s           |
| 4.º | Edward Dunbar   | Aqua Blue Sport             | + 45 s           |
| 5.º | Andri Hrivko    | Astana                      | + 55 s           |
| 6.º | Gianni Marchand | Cibel-Cebon                 | + 1 min 16 s     |
| 7.º | Bryan Coquard   | Vital Concept               | + 1 min 48 s     |
| 8.º | Quinten Hermans | Telenet-Fidea Lions         | + 1 min 49 s     |
| 9.º | Jenthe Biermans | Katusha-Alpecin             | + 1 min 53 s     |
| 10.º | Martijn Budding | Roompot-Nederlandse Loterij | + 2 min 50 s     |

### Clasificación de los puntos
| Clasificación por puntos | Clasificación por puntos | Clasificación por puntos   | Clasificación por puntos | Clasificación por puntos |
| Ciclista                 | Ciclista                 | Equipo                     | Puntos                   |                          |
| ------------------------ | ------------------------ | -------------------------- | ------------------------ | ------------------------ |
| 1.º                      | André Greipel            | Lotto-Soudal               | 72 pts                   |                          |
| 2.º                      | Bryan Coquard            | Vital Concept              | 64 pts                   |                          |
| 3.º                      | Christophe Laporte       | Cofidis, Solutions Crédits | 60 pts                   |                          |
| 4.º                      | Timothy Dupont           | Wanty-Groupe Gobert        | 51 pts                   |                          |
| 5.º                      | Riccardo Minali          | Astana                     | 45 pts                   |                          |

### Clasificación por equipos
| Clasificación por equipos | Clasificación por equipos | Clasificación por equipos | Clasificación por equipos |
| Equipo                    | Equipo                    | Tiempo                    |                           |
| ------------------------- | ------------------------- | ------------------------- | ------------------------- |
| 1.º                       | Lotto Soudal              | 44 h 16 min 19 s          |                           |
| 2.º                       | Katusha-Alpecin           | + 4 min 20 s              |                           |
| 3.º                       | Telenet-Fidea Lions       | + 6 min 49 s              |                           |
| 4.º                       | Aqua Blue Sport           | + 7 min 53 s              |                           |
| 5.º                       | Wanty-Groupe Gobert       | + 9 min 44 s              |                           |

## Evolución de las clasificaciones
| Etapa (Vencedor)               | Clasificación general | Clasificación por puntos | Clasificación de la combatividad | Clasificación por equipos   |
| ------------------------------ | --------------------- | ------------------------ | -------------------------------- | --------------------------- |
| 1.ª etapa (André Greipel)      | André Greipel         | André Greipel            | Aimé De Gendt                    | Roompot-Nederlandse Loterij |
| 2.ª etapa (André Greipel)      | André Greipel         | André Greipel            | Aimé De Gendt                    | Vérandas Willems-Crelan     |
| 3.ª etapa (Christophe Laporte) | Christophe Laporte    | André Greipel            | Aimé De Gendt                    | Aqua Blue Sport             |
| 4.ª etapa (Jelle Vanendert)    | Jens Keukeleire       | André Greipel            | Thomas Sprengers                 | Lotto Soudal                |
| 5.ª etapa (Bryan Coquard)      | Jens Keukeleire       | André Greipel            | Thomas Sprengers                 | Lotto Soudal                |
| Final                          | Jens Keukeleire       | André Greipel            | Thomas Sprengers                 | Lotto Soudal                |

## UCI World Ranking
La Vuelta a Bélgica otorga puntos para el UCI WorldTour 2018 y el UCI World Ranking, este último para corredores de los equipos en las categorías UCI WorldTeam, Profesional Continental y Equipos Continentales. Las siguientes tablas muestran el baremo de puntuación y los 10 corredores que obtuvieron más puntos:
| Posición              | 1.º | 2.º | 3.º | 4.º | 5.º | 6.º | 7.º | 8.º | 9.º | 10.º | 11.º | 12.º | 13.º | 14.º | 15.º | 16.º-30.º | 31.º-40.º |
| Clasificación general | 200 | 150 | 125 | 100 | 85  | 70  | 60  | 50  | 40  | 35   | 30   | 25   | 20   | 15   | 10   | 5         | 3         |
| Por etapa             | 20  | 10  | 5   |     |     |     |     |     |     |      |      |      |      |      |      |           |           |
| Líder                 | 5   |     |     |     |     |     |     |     |     |      |      |      |      |      |      |           |           |

| Clasificación | Clasificación   | Clasificación       | Clasificación | Clasificación | Clasificación | Clasificación |
| Posición      | Ciclista        | Equipo              | General       | Etapa         | Líder         | Total         |
| ------------- | --------------- | ------------------- | ------------- | ------------- | ------------- | ------------- |
| 1.º           | Jens Keukeleire | Lotto Soudal        | 200           | 10            | 5             | 215           |
| 2.º           | Jelle Vanendert | Lotto Soudal        | 150           | 20            | -             | 170           |
| 3.º           | Dion Smith      | Wanty-Groupe Gobert | 125           | 5             | -             | 130           |
| 4.º           | Edward Dunbar   | Aqua Blue Sport     | 100           | -             | -             | 100           |
| 5.º           | Andriy Grivko   | Astana              | 85            | 10            | -             | 95            |
| 6.º           | Bryan Coquard   | Vital Concept       | 60            | 20            | -             | 80            |
| 7.º           | Gianni Marchand | Cibel-Cebon         | 70            | -             | -             | 70            |
| 8.º           | Quinten Hermans | Telenet Fidea Lions | 50            | -             | -             | 50            |
| 9.º           | André Greipel   | Lotto Soudal        | -             | 40            | 10            | 50            |
| 10.º          | Jenthe Biermans | Katusha-Alpecin     | 40            | -             | -             | 40            |